# Zwartschoudernachtzwaluw
De zwartschoudernachtzwaluw (Caprimulgus pectoralis nigriscapularis) is een vogel (ondersoort) uit de familie van de nachtzwaluwen (Caprimulgidae).

## Beschrijving
De zwartschoudernachtzwaluw is gemiddeld 23 cm lang. Hij heeft de gebruikelijke nachtzwaluwkleuren waarin vooral veel warmbruin. Hij heeft kleine stippels op de slagpennen, minder wit op de staart dan de moerasnachtzwaluw en een donkere stip op de vleugel (schouder).

## Verspreiding en leefgebied
De broedgebieden van de zwartschoudernachtzwaluw liggen in aan de randen van bos, waar dicht struikgewas over gaat in open landschap in West- en Midden-Afrika, met name van Senegal en Gambia tot westelijk Kenia en zuidwestelijk Congo-Kinshasa.

## Status
De nominaat van de zwartschoudernachtzwaluw heeft een groot verspreidingsgebied en daardoor is de kans op uitsterven gering. De grootte van de populatie is niet gekwantificeerd. Er is geen aanleiding te veronderstellen dat de nominaat in aantal achteruit gaat. Om deze redenen staat deze nachtzwaluw als niet bedreigd op de Rode Lijst van de IUCN.